# Dendrobium tangerinum
Dendrobium tangerinum Rolfe, 1909 è una pianta della famiglia delle Orchidacee.

## Descrizione
È una pianta di taglia variabile da piccola a grande, che cresce su alberi (epifita) o su pareti rocciose coperte di muschio (litofita). Presenta uno stelo eretto, simile ad una canna, leggermente rigonfio alla base che porta, nella sua parte superiore, foglie coriacee, oblunghe. La fioritura può avvenire in qualsiasi periodo dell'anno ed è costituita da un racemo di grandi dimensioni, fino a 45 cm, che porta fino a 20 fiori duraturi, di circa 5 centimetri.

## Distribuzione e habitat
La specie è endemica della Nuova Guinea, dove cresce nelle foreste di pianura, oppure su pareti rocciose ad altitudini fino a 1250 metri

## Coltivazione
Queste piante hanno bisogno di una posizione a mezz'ombra, temono la luce diretta del sole e di riposo invernale con ridotte inaffiature e nessuna concimazione, che dovranno essere riprese nel periodo vegetativo..